# Kap Smith
Kap Smith (in Argentinien Cabo Granville) ist das Nordkap von Smith Island im Archipel der Südlichen Shetlandinseln. Auf dem Kap ragt der Penov Knoll auf.
Der britische Seefahrer William Smith (1790–1847), nach dem das Kap benannt ist, entdeckte es im Jahr 1819. Der Namensgeber der argentinischen Benennung ist nicht überliefert.